# Barista Coffeehouse
Barista Coffeehouse ist der Name einer Kette von Kaffeebars in Indien, die unter dem Dach der Barista Lavazza India Ltd. mit Sitz in Neu-Delhi als Franchisesystem betrieben werden. Barista umfasst z. Z. über 100 Kaffeebars in Indien, Sri Lanka und den Vereinigten Arabischen Emiraten. Im Angebot sind Kaffeespezialitäten, Cookies, Sandwiches, Burger und Erfrischungsgetränke. Die Preise liegen deutlich über denen, die in Indien üblich sind. Einige Filialen haben noch einen kleinen Buchladen integriert.

## Geschichte
Im Jahr 2001 gründete Amit Judge von Turner Morrison die Barista Coffee Company. Barista war zu der Zeit ein Pionier im Kaffee-Einzelhandel in Indien.
2001 wurde eine 34 % Beteiligung an Tata Kaffee. C Sivasankaran kaufte 2004 mit seiner Sterling-Gruppe Tata Kaffee und übernahm auch die restlichen 66 Prozent der Barista Coffee Company von Turner Morrison.
Im Jahr 2007 übernahm der italienische Lavazza-Konzern die Barista Coffee Company und firmierte um in Bariast Lavazza India. Zusätzlich erwarb man den indischen Röster Fresh & Honest, der fortan die Lieferung von Kaffee für die Barista Coffeeshops übernahm.
2009 hat die Kette 200 Filialen in Indien, mit einem geschätzten jährlichen Umsatz von 2 Mrd. Indische Rupien.
2014 verkaufte Lavazza die Barista Lavazza India an Carnation Hospitality.